# Galerie de la Mer
La galerie de la Mer est une galerie de mine d'exhaure creusée de 1885 à 1907 entre le puits Biver (remplacé par le puits Gérard) situé sur la commune de Mimet et le cap Pinède à Marseille dans les Bouches-du-Rhône en région PACA. Elle est toujours utilisée après la fermeture des mines et surveillée par le BRGM.

## Histoire
Le projet démarre en 1859, il est mené par l'ingénieur Ernest Biver. Le but de cet ouvrage est d'évacuer les eaux de mines du puits Biver où elles affluent massivement. Elle est creusée en ligne droite à partir de ce puits jusqu'à la mer Méditerranée. L'aérage est assuré par le puits Saint Joseph et le puits de la Mure.
La galerie est creusée de 1885 à 1907. Équipée d'une voie ferrée, elle sert brièvement au transport du charbon vers Marseille mais permet surtout l'évacuation des stériles et des eaux de mine sans pompage, permettant à la compagnie de faire des économies. Elle dessert le puits Gérard au fonçage de celui-ci.
Les mines ferment en 2003, mais l'exhaure est maintenue dans le cadre de l'après-mine pour éliminer les oxydes de fer et la maintenance de la galerie est assurée par le BRGM à partir de 2007. En août 2010, le débit de pompage est passé de 450 m3/h à 1 000 m3/h. L'exhaure doit cesser vers 2030 lorsque le lessivage des oxydes permettra de rejeter une eau claire.
La société EDF optimal solutions obtient en 2019 l'autorisation de réaliser un système de refroidissement destiné aux centres de données de la société Interxion, utilisant les eaux provenant des mines dont la température est quasiment constante (15,5 °C). Le débit de pompage maximal est fixé à 1 800 m3/h.

## Description
Il s'agit d'une galerie maçonnée de 14,68 km de long dans laquelle une tuyauterie de 550 mm de diamètre transporte l'eau pompée à 50 mètres de profondeur dans le puits Gérard (18 mètres au-dessus niveau de la mer) ; trois forages de 350 mm de diamètre chacun passent à 30 mètres de profondeur sous le port de Marseille pour évacuer l'eau en mer par 42 diffuseurs pour limiter l'impact du rejet d'oxyde ferrique sur le milieu marin. Cette eau est contrôlée en différents points.